# عبد الإله نحيلة
عبد الإله نحيلة (مواليد 2 ديسمبر 1981) هو ملاكم مغربي هاو، مثّل بلاده في الألعاب الأولمبية الصيفية 2008، لكنه خسر مباراته الأولى أمام سمير مامادوف.

## روابط خارجية
عبد الإله نحيلة على موقع اللجنة الأولمبية الدولية (الإنجليزية)
- عبد الإله نحيلة على موقع أوليمبيديا (الإنجليزية)